# Флаг Полоцка

Флаг Полоцка

Флаг Полоцка — геральдический символ Полоцка. Городской флаг был утверждён указом президента Беларуси от 20 января 2006 года. На флаге на прямоугольном полотнище на трёх равновеликих вертикальных полосах, две из которых расположены по краям голубого цвета, в центре на полосе белого цвета изображён герб города.